# Пурпурная линия (Дели)
Пурпурная линия (хинди मेजेन्टा लाइन) — седьмая линия Делийского метрополитена. Первый участок «Ботаникал Гарден» — «Калкаджи Мандир» был открыт 25 декабря 2017 года. Сегодня длина линии составляет 37,5 км, в её составе — 25 станций, 2 из которых расположены на левом берегу реки Джамна. Западная часть Пурпурной линии проходит под землёй, за исключением двух станций, а восточная — целиком на эстакадах. Она связывает Западный, Юго-Западный, Центральный и Южный округа Дели и город-спутник Ноида. На схемах обозначается пурпурным цветом и номером . На всех станциях установлены автоматические платформенные ворота.

## История
| Дата            | Участок                            | Длина, км | Станций |
| --------------- | ---------------------------------- | --------- | ------- |
| 25 декабря 2017 | Ботаникал Гарден — Калкаджи Мандир | 12,64     | 9       |
| 28 мая 2018     | Калкаджи Мандир — Джанакпури Вест  | 24,82     | 16      |
| Всего           | Ботаникал Гарден — Джанакпури Вест | 37,46     | 25      |

## Станции
На линии расположено 25 станций, 15 из которых — подземные, 10 — эстакадные.
- «Ботаникал Гарден» (пересадка на одноимённую станцию  Синей линии)
- «Окхла Бёрд Санкчери»
- «Калинди Кундж»
- «Джасола Вихар Шахир Багх»
- «Окхла Вихар»
- «Джамиа Милиа Исламиа»
- «Сукхдев Вихар»
- «Окхла НСИС»
- «Калкаджи Мандир» (пересадка на одноимённую станцию  Фиолетовой линии)
- «Нейру Энклэйв»
- «Грэйтер Кэйлаш»
- «Чираг Дели»
- «Панчшиль Парк»
- «Хауз Кхас» (пересадка на одноимённую станцию  Жёлтой линии)
- «ИИТ Дели»
- «РК Пурам»
- «Мунирка»
- «Васант Вихар»
- «Шанкар Вихар»
- «Терминал 1 ИДЖИ Эапорт»
- «Садар Базар Кантонмент»
- «Палам»
- «Дашрат Пури»
- «Дабри Мор»
- «Джанакпури Вест» (пересадка на одноимённую станцию  Синей линии)

## Депо
Линию обслуживает электродепо «Калинди Кундж», расположенное рядом с одноимённой станцией, и эстакадный открытый отстойник для поездов на станции «Джасола Вихар Шахир Багх», первый в своем роде в Индии.